# The Lady Objects
The Lady Objects è un film del 1938 diretto da Erle C. Kenton.